# Štefan Michieli
Štefan Sušec-Michieli, slovenski entomolog, * 15. maj 1933, Ljubljana, † 29. junij 1968, Ljubljana.
Študiral je biologijo na takratni Prirodoslovno-matematični fakulteti v Ljubljani, kjer je diplomiral septembra 1956. Že med študijem je tri leta opravljal delo demonstratorja na Zoološkem inštitutu, kasneje pa še eno leto na Biološkem inštitutu Fakultete za splošno medicino in stomatologijo (danes Zdravstvena fakulteta), kjer je bil med letoma 1958 in 1959 tudi honorarni asistent. Marca 1959 je bil promoviran za doktorja in po tistem eno leto služboval na SAZU kot znanstveni sodelavec. Kot Unescov štipendist je med letoma 1959 in 1960 opravljal specializacijo na univerzah v Würzburgu in Tübingenu iz entomologije, fiziologije živali in fotorecepcije žuželk.
Bil je med ustanovnimi člani entomološke skupine znotraj biološke sekcije Prirodoslovnega društva Slovenije, kjer je bil aktiven kot mentor študentov biologije. Skupina se je kasneje preoblikovala v društvo, ki so ga po Michielijevi smrti po njem poimenovali Slovensko entomološko društvo Štefana Michielija. Izobraževanje nove generacije entomologov je nadaljeval kot profesor na Oddelku za biologijo takratne Prirodoslovno-matematično-filozofske fakultete v Ljubljani v okviru katere je s sodelavci ustanovil skupino za fiziologijo živali in jo vodil do svoje smrti leta 1968.
Michieli je bil eden najpomembnejših slovenskih entomologov, ki se je ukvarjal predvsem s sistematiko metuljev, pa tudi s fiziologijo žuželk, npr. sezonskim obarvanjem, delovanjem čutil in drugimi procesi. Njegova zbirka metuljev, ki obsega več kot 27.000 primerkov, je med največjimi zbirkami metuljev Balkanskega polotoka. Hrani jo Prirodoslovni muzej Slovenije. Za svoje delo je leta 1967 prejel nagrado sklada Borisa Kidriča.